# Bonifacio Chiovitti
Bonifacio Chiovitti (Bojano, 1º giugno 1810 – Bojano, 25 ottobre 1881) è stato un archeologo e politico italiano.
A Chiovitti era intitolato l'Archeoclub di Bojano, quando esistente.

## Biografia
Nasce a Bojano nel 1810 da Domenico, un medico, e Vittoria Albanese, una gentildonna.
Consegue due lauree, in matematica e medicina, presso l'Università di Napoli. Esercita la professione medica dedicandosi contemporaneamente agli studi archeologici. Approfondisce le sue conoscenze sulla storia degli Oschi, dei Sanniti e degli antichi Romani.
Nel 1860 partecipa con Girolamo Pallotta ai moti risorgimentali della sua regione. Nel 1861 è membro del "Consiglio Provinciale del Molise".